# HMAS Adelaide (1918)
HMAS Adelaide – krążownik lekki typu Town należący do Royal Australian Navy, nazwany na cześć Adelaide, stolicy Australii Południowej.
Stępka pod budowę okrętu została położona 20 listopada 1915 w stoczni na Cockatoo Island w Sydney, okręt wodowano w 1918. Wejście HMAS „Adelaide” do służby opóźniło się z powodu utraty statku przewożącego ważne części maszyn krążownika w wyniku działań wojennych i okręt ukończono dopiero 31 lipca 1922 (do służby wszedł 3 sierpnia 1922), z tego powodu otrzymał przezwisko „Longdelayed” (dosłownie - „długo opóźniony”).
W odróżnieniu od trzech pozostałych krążowników australijskich należących do typu Town (podtypu Chatham): HMAS „Melbourne”, „Sydney” i „Brisbane”, „Adelaide” należał do podtypu Birmingham, mając w uzbrojeniu o jedną armatę kal. 152 mm więcej.
Po otrzymaniu przez Royal Australian Navy pod koniec lat 20. nowych okrętów, „Adelaide” została wycofana ze służby i przeniesiona do rezerwy. W związku z narastającym zagrożeniem wojennym stary krążownik został w 1938 roku poddany przebudowie i przezbrojeniu. Zlikwidowano pierwszą z czterech kotłowni, redukując przy okazji liczbę kominów do trzech oraz zdemontowano jedno działo artylerii głównej i wyrzutnie torped, instalując w zamian mocniejsze uzbrojenie przeciwlotnicze. HMAS „Adelaide” została przywrócona do linii 13 marca 1939 roku.
Jednak, pomimo modernizacji, okręt nie spełniał już wymogów pola walki, w związku z czym został ponownie odstawiony do rezerwy (17 maja 1939) a jego załoga została wysłana do Wielkiej Brytanii, gdzie miała przejąć przekazany RAN nowy krążownik HMAS „Perth”. Po wybuchu II wojny światowej HMAS „Adelaide” znów powrócił do służby czynnej z nową załogą. Krążownik został przeznaczony do prowadzenia patroli przeciwko niemieckim rajderom na wodach wokół Australii.
W 1940 „Adelaide” został wysłany do francuskiej kolonii Nowa Kaledonia, aby wesprzeć w walce o władzę na tej wyspie zwolenników gen. de Gaule'a. W połowie 1942 roku jednostka przeszła kolejną modernizację w Sydney. W jej trakcie, w nocy z 31 maja na 1 czerwca nastąpił w porcie w Sydney nieudany atak japońskich miniaturowych okrętów podwodnych.
28 listopada 1942 „Adelaide” wraz z holenderskim krążownikiem „Jacob van Heemskerck” przechwycił i ostrzelał niemiecki łamacz blokady MS „Ramses” (7983 BRT), który uległ następnie samozatopieniu. W lutym 1943 roku okręt ubezpieczał konwój dużych transportowców wojska (dawnych statków pasażerskich), przewożących z Bliskiego Wschodu do Australii żołnierzy australijskiej 9 dywizji piechoty. W czerwcu 1943 roku krążownik przeszedł kolejny gruntowny remont, połączony z modernizacją uzbrojenia i wyposażenia. Następnie już do końca wojny okręt przebywał na wodach australijskich, pełniąc służbę eskortową.
HMAS „Adelaide” został wycofany ze służby 13 maja 1946 roku i pocięty na złom w 1949.